# Naomi Grossmanová
Naomi Grossmanová (* 2. února 1975 Denver) je americká herečka, scenáristka a producentka. Známá se stala rolí Pepper v druhé a čtvrté řadě seriálu American Horror Story.

## Život
Naomi se narodila v Denveru v Coloradu. V mládí účinkovala v divadelních představeních. Po vystudování střední školy v Argentině Naomi vystudovala Severozápadní univerzitu. Byla členkou improvizační a komediální skupiny The Groundlings v Los Angeles, a nakonec chtěla účinkovat v Saturday Night Live. Když odešla ze skupiny, začala učit španělštinu a vzdala se herecké kariéry.

## Kariéra
Naomi na začátku svojí kariéry v roce 1990 vystupovala v malých televizních rolí spolu s komerčními a divadelními vystoupeními.
Naomi v roce 2012 dělala konkurz na roli do seriálu American Horror Story: Asylum. Naomi dostala roli Pepper, která měla mikrocefálii a proto si musela oholit hlavu. V roce 2014 se Naomi vrátila do čtvrté řady seriálu American Horror Story, která nese podnázev Freak Show.

## Filmografie

### Film
| Rok  | Název                                   | Role               | Poznámky            |
| ---- | --------------------------------------- | ------------------ | ------------------- |
| 2000 | Marisa, Where Art Thou?                 | Wendy              | krátkometrážní film |
| 2005 | Over the Shoulder                       | gothička           | krátkometrážní film |
| 2007 | Bubbles                                 | Mama               | krátkometrážní film |
| 2008 | Yes                                     | Bonnie             | krátkometrážní film |
| 2008 | Muži v práci                            | žena               |                     |
| 2009 | Represent                               | Shania             | krátkometrážní film |
| 2009 | Table for Three                         | herečka            |                     |
| 2009 | The Hollywood Housesitter               | číšnice            | krátkometrážní film |
| 2009 | My Boyfriend Is a Blimp                 | Suzy               | krátkometrážní film |
| 2009 | Jesus's Secretary                       | Mary               | krátkometrážní film |
| 2009 | Hot Yoga                                | Amani              | krátkometrážní film |
| 2009 | Food Poisoning                          | Naomi              | krátkometrážní film |
| 2009 | Burka Girls Gone Wild                   | neznámá            |                     |
| 2010 | Random Chapters in the Life of Some Guy | manželka           | krátkometrážní film |
| 2010 | Paradrunken Activity                    | Katie              | krátkometrážní film |
| 2011 | Chubduction                             | Hilary Q.          |                     |
| 2011 | Teat the Parents                        | přítelkyně         | Krátký film         |
| 2012 | Kev Jumba Dances with the Stars!        | Dot                |                     |
| 2012 | Touch My Junk                           | cestovatelka       | krátkometrážní film |
| 2013 | Bakersfield, Earth                      | neznámá            | krátkometrážní film |
| 2013 | Rip                                     | Bella Tiavas       |                     |
| 2014 | Just Me and All of You                  | Katrina            | krátkometrážní film |
| 2015 | The Ones                                | instruktorka tance |                     |
| 2015 | The Chair                               | matka              |                     |
| 2016 | Fear, Inc.                              | Cat                |                     |
| 2018 | Painkillers                             | sestra Sheralyn    |                     |

### Televize
| Rok     | Název                             | Role           | Poznámky                              |
| ------- | --------------------------------- | -------------- | ------------------------------------- |
| 1990    | Případy otce Dowlinga             | dítě           | díl: „The Passionate Painter Mystery“ |
| 1998    | Sabrina – mladá čarodějnice       | roztleskávačka | díl: „The Pom Pom Incident“           |
| 2007    | Dobyvatele ztracené pravdy        | překladatelka  | 3 díly                                |
| 2012    | FammGlamm                         | Gazelda        | díl: „Quality Control“                |
| 2012–13 | American Horror Story: Asylum     | Pepper         | 7 dílů                                |
| 2014    | American Horror Story: Freak Show | Pepper         | 10 dílů                               |
| 2017    | Hell's Kitchen                    | Samu sebe      | díl: „Leaving It on the Line“         |